# Blanchisserie
 (mars 2024).
Si vous disposez d'ouvrages ou d'articles de référence ou si vous connaissez des sites web de qualité traitant du thème abordé ici, merci de compléter l'article en donnant les références utiles à sa vérifiabilité et en les liant à la section « Notes et références ».

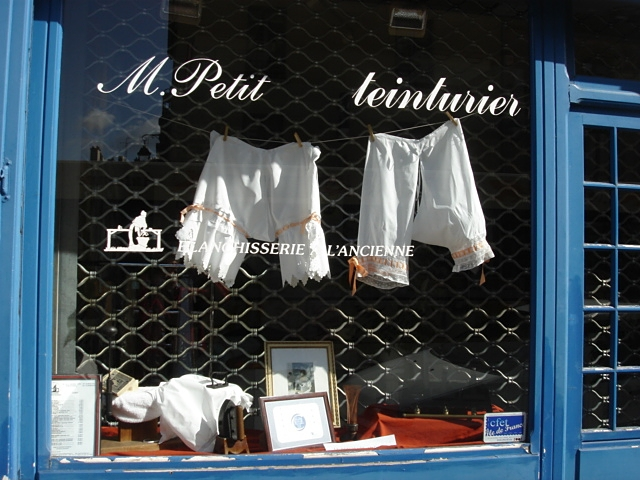
Blanchisserie traditionnelle à Saint-Germain-en-Laye

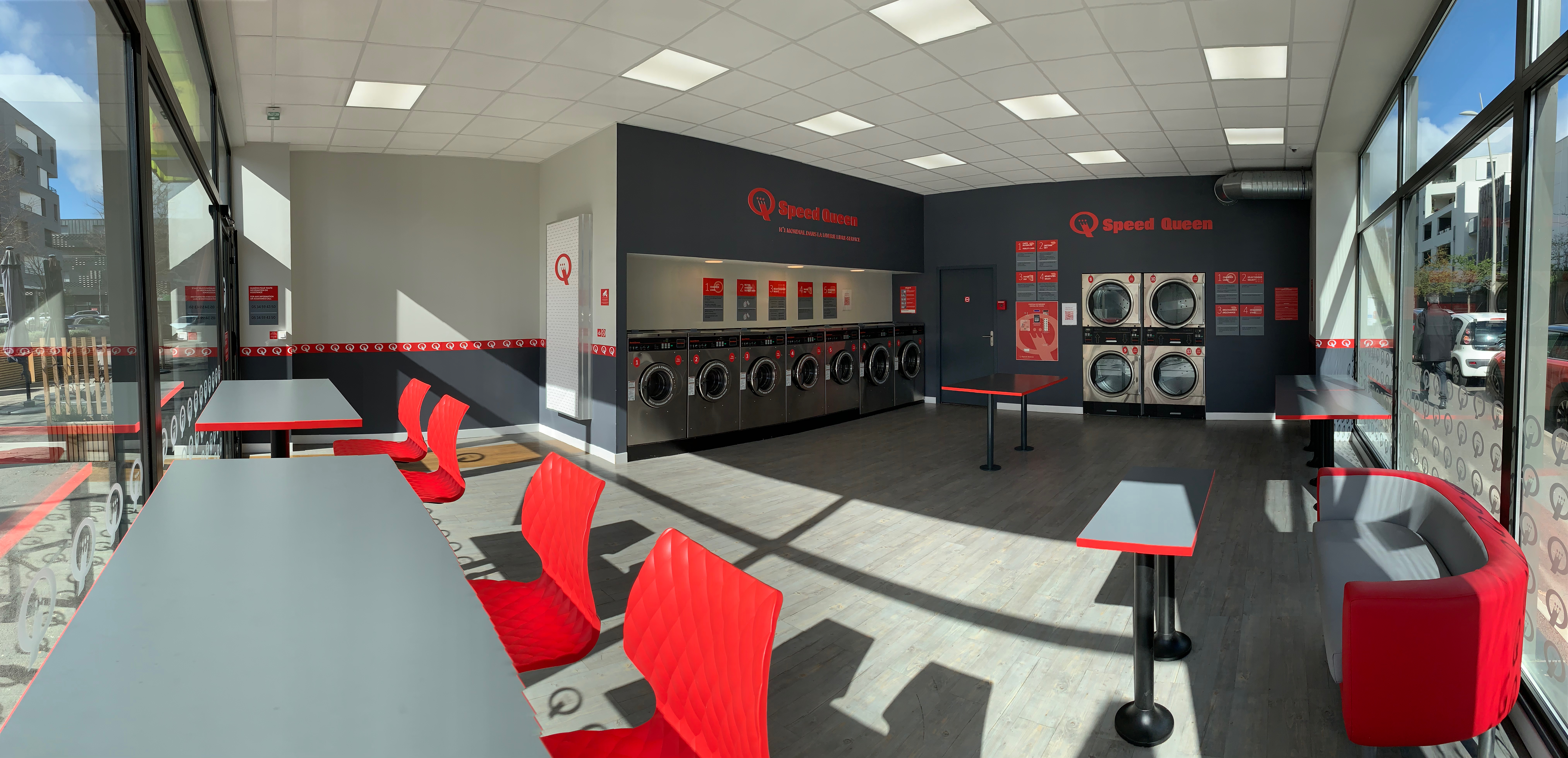
Intérieur d'une laverie Speed Queen à Blagnac (ZAC Andromède)

Une blanchisserie (également appelé buanderie ou laverie) est un établissement, usine ou boutique où le linge, après avoir été blanchi, est repassé pour être livré aux clients.

## Types
On peut distinguer trois types de blanchisserie :
- Traditionnelle : désigne la boutique dédiée ;
- En lieu public (par ex. un lavomatique), où des utilisateurs louent une machine à laver le linge et le plus souvent un sèche-linge. Un service de repassage, différé, est parfois proposé par le gérant ;
- Industrielle : il s'agit de l'échelle supérieure. Les clients de ces blanchisseries sont, par exemple, des collectivités locales, des entreprises, des hôtels, des hôpitaux ou des maisons de retraite. Ces blanchisseurs industriels tendent aussi à louer du linge.

## Blanchisserie industrielle
La première étape est le lavage : après le triage et le comptage, le linge est envoyé dans un tunnel de lavage composé de plusieurs compartiments recevant environ 50 kg de linge chacun, ou dans des laveuses acceptant des charges de 30 à 250 kg de linge suivant les modèles. Le paquet de linge passe ensuite dans une presse pour l'essorage avant d'être envoyé vers les séchoirs. la deuxième étape est la finition : le linge propre est envoyé dans une calandre qui repassera le drap et la plieuse, située juste derrière, pliera le linge aux dimensions voulues.

## Par pays

### Inde
La blanchisserie traditionnelle est le travail des dhobi wallah, la caste des blanchisseurs, à qui les familles indiennes remettent leur linge sale pour être emporté dans des centres de lavage où le travail sera fait à la main dans des trous de pierre. Le linge est lavé, puis est ensuite rendu. Le repassage peut aussi être sous-traité à des femmes qui repassent dans la rue devant le domicile du client.
Ces hommes et femmes qui s'occupent du linge des autres font partie de la classe des intouchables, c'est-à-dire des gens relégués aux tâches les plus ingrates de la société indienne, tout comme les balayeurs, les croque-morts, les barbiers, les cordonniers et les pêcheurs.